# Poletko łowieckie

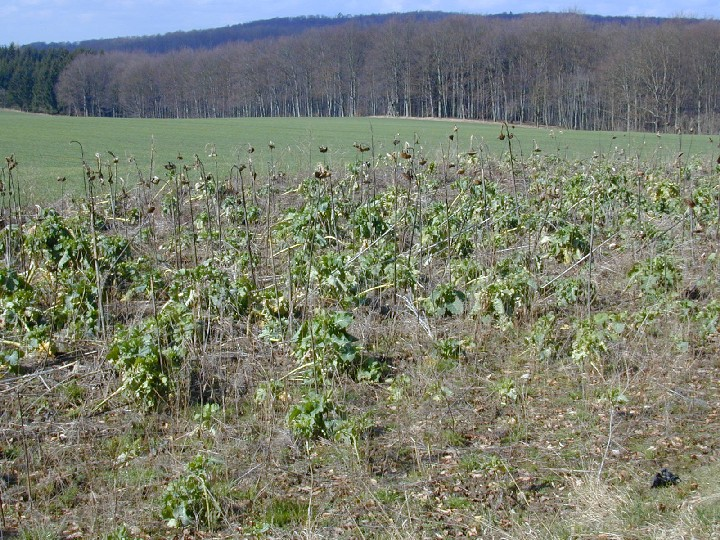
Pas zaporowy na skraju pól i lasu

Poletko łowieckie – obszary obsiane lub obsadzone roślinami stanowiącymi pokarm dla zwierzyny leśnej. Do dokarmiania stosuje się zwykle rośliny pastewne. Poletka łowieckie mają na celu poprawę dostępności składników pokarmowych dla populacji zwierzyny łownej oraz ograniczenie szkód łowieckich w uprawach rolniczych.
Wyróżnia się następujące rodzaje poletek łowieckich:
- poletka produkcyjne – miejsca, gdzie prowadzi się normalną gospodarkę rolniczą w celu uzyskania pożywienia (głównie roślin pastewnych) przeznaczonego do dokarmiania w okresach jego niedostatku, głównie zimą,
- poletka zgryzowe – miejsca uprawy drzew i krzewów liściastych nie występujące w wystarczających ilościach w obwodzie łowieckim, zapewniające odpowiednio różnorodną bazę żerową zwierzynie,
- pasy zaporowe – wąskie pasy zajęte przez uprawy lub służące do wykładania pokarmu dla zwierzyny służące do utrzymania zwierząt w łowisku, ograniczenia szkód łowieckich w uprawach rolniczych i śmiertelności zwierzyny migrującej np. przez ciągi komunikacyjne.